# Bourbach-le-Haut
Bourbach-le-Haut is een gemeente in het Franse departement Haut-Rhinin de regio regio Grand Est. De gemeente telde 413 inwoners op 1 januari 2022.

## Geschiedenis

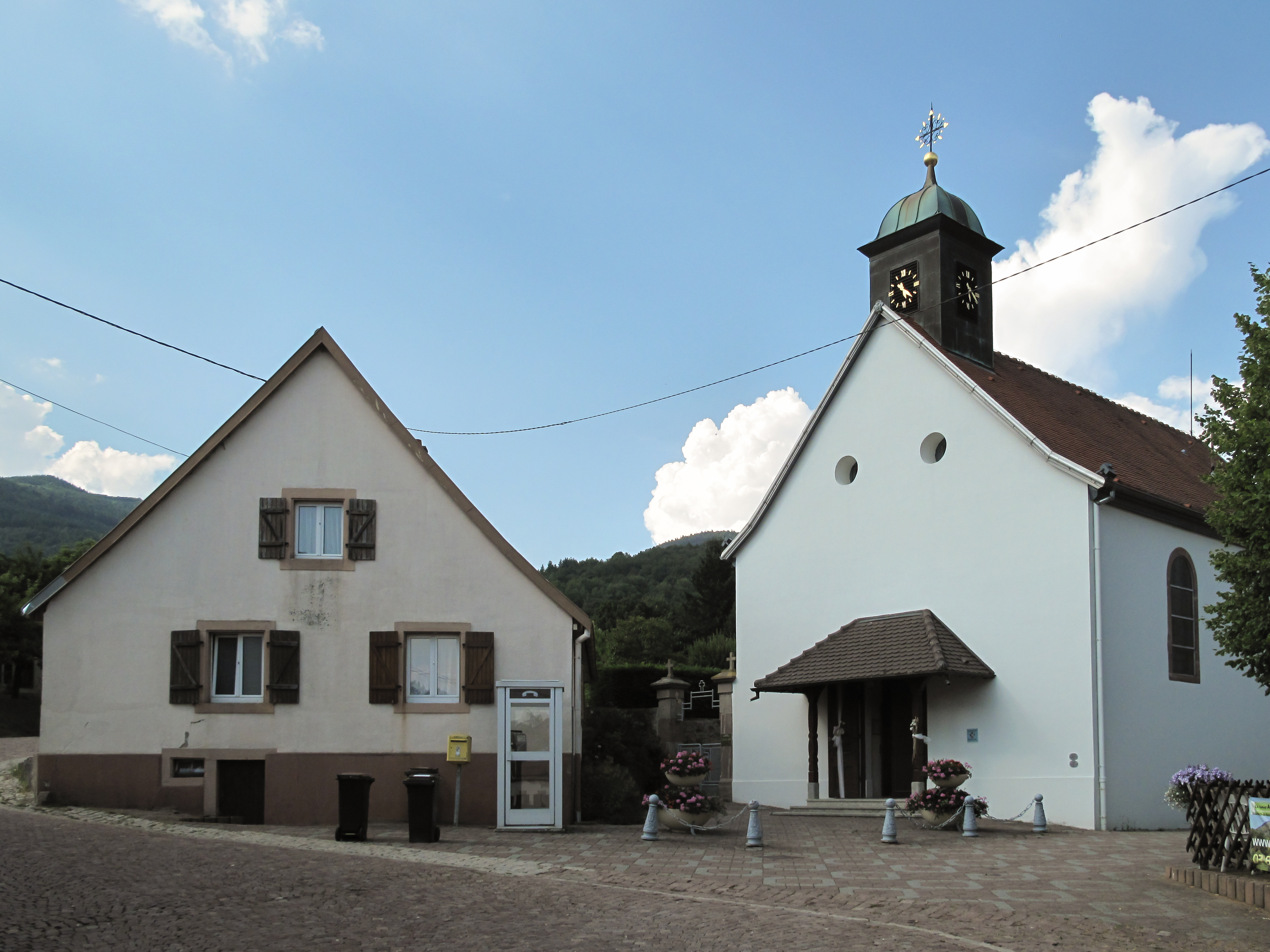
Bourbach le Haut, église Saint-Michel

De gemeente maakte deel uit van het arrondissement Thann tot het op 1 januari 2015 fuseerde met het arrondissement Guebwiller tot het arrondissement Thann-Guebwiller.

## Geografie
De oppervlakte van Bourbach-le-Haut bedraagt 6,86 vierkante kilometer; Op 1 januari 2022 was de bevolkingsdichtheid 60,2 inwoners per km².
De onderstaande kaart toont de ligging van Bourbach-le-Haut met de belangrijkste infrastructuur en aangrenzende gemeenten.

## Demografie
Onderstaande figuur toont het verloop van het inwonertal.